# Gebo
| Gebo             | Gebo            | Gebo            | Gebo               | Gebo           | Gebo         | Gebo         |
| Nome             | Proto-germanico | Proto-germanico | Antico inglese     | Antico inglese |              |              |
| ---------------- | --------------- | --------------- | ------------------ | -------------- | ------------ | ------------ |
| Nome             | *Geƀō           | *Geƀō           | Gyfu; Gar          | Gyfu; Gar      |              |              |
| Significato      | dono            | dono            | dono; lancia       | dono; lancia   | dono; lancia | dono; lancia |
| Forma            | Fuþark antico   | Fuþark antico   | Fuþorc             | Fuþorc         |              |              |
| Forma            |                 |                 |                    |                |              |              |
| Unicode          | ᚷ U+16B7        | ᚷ U+16B7        | ᚷ U+16B7           | ᚸ U+16B8       |              |              |
| Traslitterazione | g               | g               | ȝ                  | g              |              |              |
| Trascrizione     | g               | g               | ȝ, g               | g              |              |              |
| IPA              | [ɣ]             | [ɣ]             | [g], [ɣ], [ʎ], [j] | [g]            |              |              |
| Ordine alfab.    | 7               | 7               | 7                  | 33             |              |              |

*Gebô (in italiano "dono") è il nome proto-germanico ricostruito della runa del Fuþark antico g (carattere Unicode ᚷ). Questa runa compare anche nel Fuþorc anglosassone e frisone con il nome di Gyfu ("dono" o "generosità"); un'altra runa del Fuþorc, Gar ("lancia", carattere Unicode ᚸ, che compare solamente nel Cotton Domitianus A.ix dell'XI secolo), mostra forma e fonema molto simili alla runa gebo.
J. H. Looijenga ipotizza che questa runa sia derivata direttamente dalla lettera greca χ, la cui pronuncia poteva essere simile al gs germanico nel I secolo, come ad esempio nel gotico reihs paragonato al latino rex (mentre nell'alfabeto etrusco la lettera  aveva valore di [s]). La lettera corrispondente a gebo nell'alfabeto gotico è  (carattere Unicode 𐌲), chiamata giba.

## Poemi runici
La runa compare nel poema runico in antico inglese con il nome di Gyfu:
| Poema runico anglosassone:                                                                                  | Traduzione: |
| ᚷ Gyfu gumena byþ gleng and herenys, wraþu and wyrþscype and wræcna gehwam ar and ætwist, ðe byþ oþra leas. | La generosità porta credito e onore, il che sostiene la propria dignità; fornisce aiuto e sussistenza a tutti gli uomini finiti che sono privi di ogni altra cosa. |